# Bracon diversicephalus
Bracon diversicephalus är en stekelart som beskrevs av Granger 1949. Bracon diversicephalus ingår i släktet Bracon och familjen bracksteklar. Inga underarter finns listade.